# Опасни води
„Опасни води“ (на английски: The Shallows) е американски оцеляващ филм на ужасите от 2016 г. на режисьора Жауме Колет-Сера, по сценарий на Антъни Джасвински, и с участието на Блейк Лайвли. Снимките започват през октомври 2015 г. в Нов Южен Уелс и Куинсланд, Австралия. Премиерата му е в Съединените щати на 24 юни 2016 г. от „Кълъмбия Пикчърс“.